# اووو
اووو (به انگلیسی: OoVoo)، یک ارائه‌دهندهٔ خدمات تلفن تصویری و پیام‌رسانی فوری با استفاده از نرم‌افزارهای کاربردی توسعه‌یافته توسط شرکت اووو ال‌ال‌سی (ooVoo LLC) برای مایکروسافت ویندوز، اواس‌ده، اندروید، آی‌اواس و فیس‌بوک بود.
تا سپتامبر ۲۰۱۲، اووو حدود ۵۶ میلیون کاربر در سراسر جهان داشته و هر روز حدود ۱۰۰ هزار نفر به تعداد کاربران آن افزوده می‌ شدند که نیمی از آنها استفاده‌کنندگان اووو بر روی تلفن همراه بودند.
در تاریخ ۲۵ نوامبر ۲۰۱۷ اووو در توییتر اعلام ورشکستگی و تعطیلی کرد و علت آن را نداشتن منابع مالی عنوان کرد.